# ميسيل دي كورا
ميسيل دي كورا (بالإنجليزية: Angel De Cora) هي رسامة أمريكية، ولدت في 3 مايو 1871 في تورستون في الولايات المتحدة، وتوفيت في 6 فبراير 1919 في نورثهامبتون في الولايات المتحدة.

## معرض صور

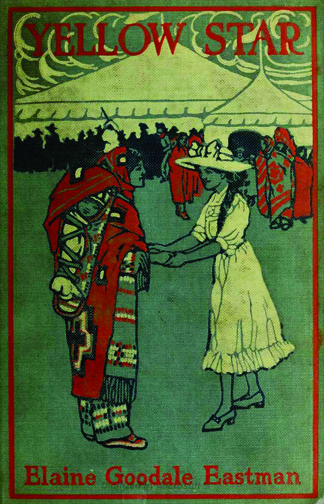
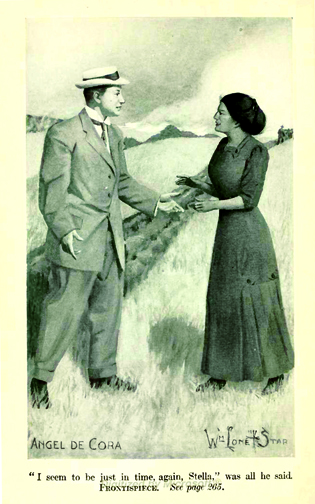
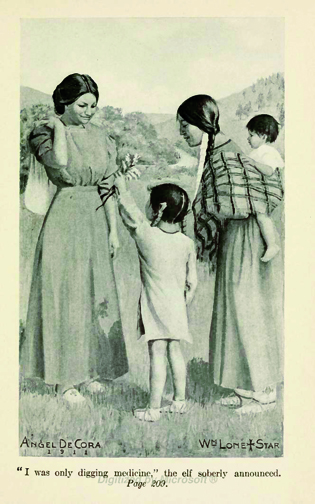